# L.I.S.A. – Der helle Wahnsinn
L.I.S.A. – Der helle Wahnsinn (Alternativtitel: Cooler Zauber mit Lisa, Originaltitel: Weird Science) ist eine US-amerikanische Science-Fiction-Komödie des Regisseurs und Drehbuchautors John Hughes aus dem Jahr 1985. Der Film lief am 19. Dezember 1985 in den deutschen Kinos an.

## Handlung
Die schüchternen Teenager Gary Wallace und Wyatt Donnelly zählen zu den geborenen Verlierern: Sie sind Opfer von Streichen von Mitschülern, haben spießige Eltern, wirken unauffällig und hatten außerdem bisher kein Glück bei den Mädchen, insbesondere auch nicht bei ihren Favoritinnen Hilly und Deb. Während Wyatts Eltern an einem Wochenende verreist sind und Gary bei ihm übernachtet, fassen sie den Entschluss, nachdem sie Frankensteins Braut im Fernsehen angeschaut haben, sich ein künstliches und vollkommenes Mädchen am Computer zu erschaffen. Nach etlichen Eingaben über die gewünschten körperlichen und geistigen Fähigkeiten, der Präparierung einer Barbiepuppe sowie unabsichtlicher Mithilfe eines mysteriösen Gewitters klappt der eigentlich unmögliche Plan: Vor Wyatt und Gary steht die gewünschte idealisierte Traumfrau, welche von den Jungs „Lisa“ getauft wird.
Mit unerklärlichen magischen Kräften peppt Lisa nun den tristen Alltag der beiden auf. Sie lässt die Jungs ins Nachtleben stürzen, macht sie mutiger und sorgt dafür, dass sich das weibliche Geschlecht für sie interessiert. Speziell Wyatt wird von Lisa dazu gebracht, gegenüber seinem Bruder Chet, einem tyrannischen Militaristen, endlich Rückgrat zu zeigen.
Auf dem Höhepunkt des turbulenten Wochenendes stellt Lisa für die beiden Underdogs eine Riesenparty in Wyatts Elternhaus auf die Beine, die ein großer Erfolg wird. Doch dann werden die Jungs übermütig: Aus vermeintlich neuer Freundschaft mit den Schulproleten Max und Ian, welche sie bislang aufs Heftigste getriezt haben, wollen Gary und Wyatt eine weitere Traumfrau erschaffen, was aber schiefgeht, weil sie die Puppe vergessen. Lisa ist sauer auf die beiden, denen sie vorhält: „Wann lernt ihr endlich, dass die Menschen euch für das lieben, was ihr seid, nicht für das, was ihr ihnen geben könnt?“ Lisa inszeniert nun den Angriff einer Rockerbande auf die Party. Gary und Wyatt, die sich zunächst in einem Kleiderschrank verstecken, müssen nun den Rockern gegenübertreten, die Hilly und Deb im Würgegriff halten. Tatsächlich entwickeln die beiden Freunde Selbstvertrauen und können den Anführer überlisten. Die Bande verschwindet, die beiden gewinnen nicht nur die Anerkennung der kreierten Traumfrau, sondern auch die der Partygäste und die Zuneigung der beiden befreiten Mitschülerinnen.
Am nächsten Morgen ist daher alles bestens: Gary und Wyatt sind endlich selbstbewusst und haben Freundinnen. In eine Riesenkröte verwandelt, verspricht Chet Lisa,  seinem Bruder gegenüber friedlicher und menschlicher zu sein. Lisa hat so ihren Auftrag erfüllt und verschwindet in einer Nebelwolke wieder aus dem Leben der Teenager, nicht ohne noch sämtliche Schäden der Party inklusive Chet wieder zurückzuverwandeln, gerade als auch Wyatts Eltern zurückkehren.
Lisa taucht in einer Sporthalle als neue Trainerin eines offensichtlich erfolglosen Schulteams auf.

## Synchronisation
| Rolle          | Darsteller           | Sprecher         |
| -------------- | -------------------- | ---------------- |
| Gary Wallace   | Anthony Michael Hall | Santiago Ziesmer |
| Lisa           | Kelly LeBrock        | Heike Schroetter |
| Wyatt Donnelly | Ilan Mitchell-Smith  | Oliver Rohrbeck  |
| Chet Donnelly  | Bill Paxton          | Ronald Nitschke  |
| Hilly          | Judie Aronson        | Maud Ackermann   |
| Ian            | Robert Downey Jr.    | Sven Hasper      |
| Max            | Robert Rusler        | Frank Schaff     |

## Soundtrack
Der Titelsong, Weird Science, wurde von der Band Oingo Boingo interpretiert und von deren Frontmann, Danny Elfman, geschrieben.
1. Weird Science – Oingo Boingo
2. Turn It On – Kim Wilde
3. Deep in the Jungle – Wall of Voodoo
4. Tubular Bells – Mike Oldfield
5. Tesla Girls – Orchestral Manoeuvres in the Dark
6. Private Joy – Cheyne
7. Wanted Man – Ratt
8. Don’t Worry Baby – Los Lobos
9. Forever – Taxxi
10. Method to My Madness – The Lords of the New Church
11. Eighties – Killing Joke
12. Why Don’t Pretty Girls Look at Me – Wild Men of Wonga
13. Nervous and Shakey – The Del Fuegos
14. The Circle – Max Carl
15. Tenderness – General Public
16. Do Not Disturb (Knock Knock) – The Broken Homes
17. Oh, Pretty Woman – Van Halen

## Kritiken
Roger Ebert schrieb in der Chicago Sun-Times vom 2. August 1985, der Film knüpfe an zwei „große Traditionen des Kino'“: Fantasien der männlichen Teenager und die Frankenstein-Legende. Die von Kelly LeBrock gespielte Lisa sei eine intelligente Frau, was den Film „witziger“ und „etwas tiefgründiger“ mache als eine vorhersehbare Geschichte, die er sonst sein könnte. Ebert lobte, dass Kelly LeBrock in ihrer Rolle nicht nur erotisch, sondern auch warmherzig wirke.
Das Lexikon des internationalen Films schrieb, der Film sei „auf Tempo angelegt“ und „überwiegend platt“. Er verschenke die Möglichkeit, „Zeiterscheinungen der 80er Jahre ironisch in Frage zu stellen“.

## Hintergründe
- Der Film ist eine Reverenz auf den 50 Jahre zuvor ebenfalls einst von Universal produzierten Film Frankensteins Braut aus dem Jahr 1935. Die Fortsetzung des ersten Frankenstein-Films von 1931, den sich Gary und Wyatt im Fernsehen ansehen. Der kurze, auch für das von Oingo Boingo produzierte Thema des Films Weird Science verwendete Ausruf „She’s Alive! She’s Alive!“ aus dem Fernseher bei Lisas erstem Erscheinen stammt dabei jedoch wiederum aus Frankensteins Braut. Die kurzen, farbigen Ausschnitte aus den Frankenstein-Filmen, die auf Wyatts Fernseher zu sehen sind, wurden dafür extra von Universal für den Film koloriert. Zudem gibt es eine geschnittene, in der US-Fernsehfassung des Films enthaltene Szene, in der sich Gary und Wyatt ausführlicher über den Frankenstein-Film unterhalten und auch, neben Filmen wie Ich spuck auf dein Grab oder Zombie, dessen Fortsetzung Frankensteins Braut erwähnen. Im August 2020 erschien diese Szene mit einem Director’s Cut, welcher vom Schnitt mit der längeren US-Fernsehfassung übereinstimmt, auch auf Deutsch, wobei die einstigen Sprecher Santiago Ziesmer und Oliver Rohrbeck abermals die deutschen Stimmen von Gary und Wyatt übernahmen sowie wieder Heike Schroetter für eine weitere Szene die Lisas.
- Produzent Joel Silver ließ sich für den Titel des Films (Weird Science) von einer gleichnamigen Comicserie aus den 50er Jahren inspirieren. Darin erschafft sich, in der Ausgabe Made of the Future, ein Mann, der von seiner Frau verlassen wurde, kurzerhand eine neue Frau. Dieser Plot diente als Grundidee für den Film, auf der John Hughes dann das Drehbuch aufbaute.
- Die fiktive Stadt Shermer, in der der Film spielt, ist ein von Regisseur John Hughes vielfach verwendeter Handlungsort in seinen Filmen. Die zu Beginn und in der Schlussszene gezeigten Sportgruppen gehören dabei zur Shermer Highschool. In der Realität handelte es sich bei dieser Schule um die einstige Niles East High School in Illinois. Sie wurde 1980 geschlossen und diente von da an als Drehort für eine Reihe von Filmen. Unter dem Namen Shermer Highschool tauchen sie und die Stadt Shermer neben L.I.S.A. – Der helle Wahnsinn auch in Ferris macht blau, Das darf man nur als Erwachsener und The Breakfast Club auf. Ob dies bedeuten soll, dass all diese Filme im selben Universum spielen, oder es sich schlicht um eine Marotte von Hughes handelt, ist nicht bekannt.
- Gary und Wyatt verwenden in der originalen, englischen Kinofassung, besonders im Vergleich zu John Hughes’ übrigen Filmen, recht viele, harte Kraftausdrücke. Diesem war generell eine realistische Darstellung der Art, wie Jugendliche untereinander sprechen, wichtig, was er in L.I.S.A. – Der helle Wahnsinn nun in dem ohnehin eher frivolen Film einbrachte und viele Kritiker einst, insbesondere im Kontrast zum vorangegangenen, tiefsinnigen Breakfast Club, nicht nachvollzogen und etwa als anstößigen „toilet humour“ empfanden.[4] Ob der vulgären Sprache des Films wurde zudem auch eine extra, aufgrund von Jugendschutzbestimmung des US-Fernsehens entschärfte, TV-Synchronfassung des Films angefertigt. Auch die deutsche Synchronfassung ist im Vergleich zur originalen englischen Kinoversion des Films deutlich abgeschwächt.
- Der Film beinhaltet eine kleine Anspielung auf The Breakfast Club, in welchem die Figur des Brian behauptete, bereits eine Freundin zu haben, die jedoch in Kanada lebe. In L.I.S.A. – Der helle Wahnsinn wird Gary, der ebenfalls von Anthony Michael Hall gespielt wird, nun auf seinen Vorschlag, mit Wyatts Computer eine Frau zu erschaffen, von diesem zunächst mokant danach gefragt, was denn mit dessen Freundin in Kanada sei.
- Der Film wurde in Illinois, darunter in Chicago, in Highland Park, in Northbrook und in Skokie, gedreht.[5] Er spielte weltweit ca. 38,9 Millionen US-Dollar ein, davon ca. 23,8 Millionen US-Dollar in den Kinos der Vereinigten Staaten. Der Film hat geschätzt 7,5 Millionen Dollar in seiner Herstellung gekostet.[6]
- Obwohl der Film im Allgemeinen eher durchschnittliche bis schlechte Kritiken erhielt, vor allem im Vergleich zu den übrigen Filmen John Hughes, genießt er in den USA den Status als Kultfilm und besitzt einen recht hohen Bekanntheitsgrad in der Popkultur. So wurde der Stoff acht Jahre später zu einer gleichnamigen Fernsehserie mit 88 Episoden verarbeitet. Jedoch mit komplett neuer Besetzung.
- Für die Rolle Lisas war zunächst Robin Wright geplant, bevor man dann, da diese aufgrund eines anderen Jobangebots die Rolle absagte, Sharon Stone und auch Kelly LeBrock castete. So wurden bereits einige Szenen mit Sharon Stone gedreht, bis man sich auf Kelly LeBrock festlegte, weil diese besser mit den Jungs interagierte.[7]
- Im Film benennen Gary und Wyatt Lisa nach einem Mädchen, in das Gary verliebt war. Diesen Namen wählte Hughes dabei nicht zufällig, er soll eine Anspielung auf den damals hochmodernen Apple Lisa sein.
- Für Anthony Michael Hall, der den Gary spielt, war dies bereits der dritte John-Hughes-Film, in dem er mitspielte. Für seine Rolle erhielt er eine Gage von 300.000 Dollar. John Hughes soll ihn so häufig besetzt haben, da er in diesem wohl eine passende Verkörperung seines eigenen jugendlichen Ichs sah, als eine Art Alter Ego.[8]
- Ilan Mitchell-Smith, der den 15-jährigen Wyatt spielt, war zu Beginn der Dreharbeiten erst 14 Jahre alt und somit die jüngste Person am Set. Die Rolle bekam er, ohne ein Casting durchlaufen zu müssen, nach einem persönlichen Vorsprechen bei John Hughes, während er noch an den Dreharbeiten von The Wild Life von 1984 beteiligt war, in dem er einen rebellischen, vom Vietnamkrieg besessenen Teenager spielte.[9] Ausschlaggebend soll dabei nicht zuletzt laut Anthony Michael Hall dessen kurios klingende Stimme gewesen sein, welche gut zur generell eigentümlichen Stimmung des Filmes passte.[10] Für seine Rolle in John Hughes Film erhielt er eine Gage von 150.000 Dollar.[8]
- Als Anführer der „Killer-Mutanten“ agiert Vernon Wells, der mit dieser Rolle seinen Part als Bösewicht in Mad Max II – Der Vollstrecker karikiert. Ebenso war Michael Berryman bereits einem breiteren Publikum durch seine Verkörperung als Mutant in Hügel der blutigen Augen bekannt.
- Für Bill Paxton und Robert Downey Jr., welche in Nebenrollen zu sehen sind, war der Film ein Sprungbrett zu ihren späteren Karrieren.

## Auszeichnungen
Ilan Mitchell-Smith wurde im Jahr 1986 für den Saturn Award nominiert.